# Adolphe Jaime
Pour les articles homonymes, voir Jaime.
Louis-Adolphe Gem, dit Adolphe Jaime ou Jaime fils, est un vaudevilliste et librettiste français né le 29 mars 1825 à Paris, et mort le 4 mars 1901 à son domicile à Asnières-sur-Seine,. Il est le fils d'Ernest Jaime (1804-1884), également auteur dramatique.

## Œuvres
- Le Diable à quatre, vaudeville en trois actes d'Adolphe Jaime et Michel Delaporte (1845)
- Croquefer ou le Dernier des paladins, opérette bouffe en 1 acte de Jacques Offenbach, livret d’Étienne Tréfeu et d’Adolphe Jaime fils (1857)
- Une Demoiselle en loterie, opérette en 1 acte de Jacques Offenbach, livret d’Adolphe Jaime et Hector Crémieux, théâtre des Bouffes-Parisiens, 27 juillet 1857
- Geneviève de Brabant, opéra-bouffon en 2 actes de Jacques Offenbach, livret d’Étienne Tréfeu et d’Adolphe Jaime fils (1859)
- La Bonne aux camélias, comédie-vaudeville en un acte, d'Hector Crémieux et Adolphe Jaime, théâtre des Bouffes-Parisiens, 6 septembre 1867
- La Timbale d’argent, opéra bouffe en trois acte, de Léon Vasseur, livret d’Adolphe Jaime et de Jules Noriac, théâtre des Bouffes-Parisiens, 1872
- Coquin de printemps, vaudeville d'Adolphe Jaime et Georges Duval, première représentation le 13 juin 1888 aux théâtre des Folies-Dramatiques.